# Montpelier (Louisiane)
Pour les articles homonymes, voir Montpelier (homonymie).
Montpelier est un village de la paroisse de Sainte-Héléna en Louisiane. Il fut l'ancien siège de la paroisse de Sainte-Héléna entre 1812 et 1832.

## Géographie
La localité est située à environ 60 kilomètres au nord-est de la ville de Baton Rouge et à une dizaine de kilomètres à l'ouest de la ville d'Amite. Elle est traversée par la rivière Tickfaw.

## Histoire
Le village porte le nom de Montpelier en raison de l'installation de colons français originaires du Languedoc et de Montpellier qui émigrèrent à l'époque de la Louisiane française.
Après la vente de la Louisiane par Napoléon Ier, le nouvel État de la Louisiane réorganisa les paroisses louisianaises et choisit Montpelier comme siège de la paroisse de Sainte-Héléna, statut qu'elle conserva jusqu'en 1832.